# Ga Dobong
Ga Dobong là ga tàu điện ngầm trên Tàu điện ngầm Seoul tuyến 1. Nó ở miền Bắc của Seoul và một số dịch vụ kết nối thành phố đến phía Bắc ở Gyeonggi-do.

## Bố trí ga
| ↑ Dobongsan |
| \| ２       |
| Banghak ↓   |

| 1 | ●Tuyến 1 | ← Hướng đi Uijeongbu · Yangju · Dongducheon · Yeoncheon |
| 2 | ●Tuyến 1 | → Hướng đi Đại học Kwangwoon · Hoegi · Guro · Incheon → |

## Lối thoát
- Lối thoát 1: Văn phòng Dobong 1-dong, bưu điện Dobong 1-dong, trường trung học Bukseoul, Suraksan, trung tâm dịch vụ Hội chữ thập đỏ Gangbuk·Dobong
- Lối thoát 2: Bệnh viện vũ trang quân đội Chang-dong
- Lối thoát 3: Trung tâm cộng đồng Dobong 1-dong, chợ Dobong